# Lac Conroe
Le lac Conroe est un lac artificiel des États-Unis situé dans les comtés de Montgomery et de Walker au Texas.

## Source de la traduction
- (en) Cet article est partiellement ou en totalité issu de l’article de Wikipédia en anglais intitulé « Lake Conroe » (voir la liste des auteurs).